# هاري بول
هاري بول (بالإنجليزية: Harry Poole)‏ (31 يناير 1935 - سبتمبر 2023) هو لاعب كرة قدم بريطاني في مركز الهجوم. لعب مع بورت فايل.

## وصلات خارجية
- هاري بول على موقع قاعدة بيانات كرة القدم.إي يو (الإنجليزية)